# Máire O’Neill
Máire O’Neill (oft Maire O’Neill geschrieben, bürgerlich Mary Allgood, * 12. Januar 1885 in Dublin, Irland; † 2. November 1952 in Basingstoke, Hampshire, England) war eine irische Schauspielerin des 20. Jahrhunderts.

## Leben
Nach dem Tod ihres Vaters wurde die kleine Molly, Mary Allgood, zusammen mit ihrer älteren Schwester Sara in ein Waisenhaus verbracht. Nachdem sie das Waisenhaus verlassen hatte, begann sie eine Lehre als Näherin. Im Jahre 1900 hatte Maud Gonne die Frauenorganisation Inghinidhe na hÉireann (dt. Töchter Irlands) gegründet, die unter anderem zum Ziel hatte den irischen Frauen die irische Geschichte, Sprache und Kultur zu vermitteln. Beide Schwestern nahmen an den Kursen des Vereins für Theater teil. Dort war Willie Fay ihr Lehrer und dieser nahm sie in die National Theatre Society auf, dem Abbey Theatre in Dublin.
1905 traf Mary Allgood, die inzwischen den Künstlernamen Máire O’Neill angenommen hatte, den irischen Theaterautor John Millington Synge zum ersten Male, der sich in sie verliebte. Synge schrieb für Máire O’Neill Rollen in Stücken wie The Playboy of the Western World und Deirdre of the Sorrows. Im September 1907 unterzog sich Synge einer Operation am Hals, bei der festgestellt wurde, dass der Schriftsteller an einem Hodgkin-Lymphom litt und der Tumor nicht mehr operiert werden konnte. Einen Tag vor Synges Tod verlobte sich das Paar.
1911 heiratete Máire O’Neill den Theaterkritiker G. H. Mair vom Manchester Guardian, der 1926 starb. 1914 hatte sie ihr Debüt in New York am Hudson Theatre in dem Stück General John Regan. 1926 heiratete sie ihren zweiten Ehemann Arthur Sinclair, der Schauspieler am Abbey Theatre war. Das Paar hatte zwei gemeinsame Kinder, ließ sich aber später scheiden.
In den Jahren zwischen 1930 und 1952 spielte Máire O’Neill in über einem Dutzend Spielfilmen mit. Darunter war 1930 der Film Juno and the Paycock des Regisseurs Alfred Hitchcock. Zum Lebensende war sie dem Alkohol zugetan und starb im Krankenhaus an Verbrennungen, die sie sich in ihrer Wohnung zugezogen hatte.

## Nachleben
2010 schilderte der irische Schriftsteller Joseph O’Connor in seinem Roman Ghost Light (deutsch: Irrlicht) die Liebesgeschichte von Máire O’Neill und John Millington Synge. Der Roman erschien 2012 in deutscher Übersetzung beim S. Fischer Verlag in Frankfurt am Main.

## Filmographie
- 1930: Juno and the Paycock, Regie: Alfred Hitchcock.
- 1934: Sing As We Go, Regie: Basil Dean.
- 1938: Penny Paradise, Regie: Carol Reed.
- 1939: Sword of Honour, Regie: Maurice Elvey.
- 1940: Dr. O’Dowd, Regie: Herbert Mason.
- 1941: Love on the Dole, Regie: John Baxter.
- 1942: Those Kids from Town, Regie: Lance Comfort.
- 1946: Der grüne Finger (Send for Paul Temple), Regie: John Argyle.
- 1952: Judgement Deferred, Regie: John Baxter.
- 1952: Treasure Hunt, Regie: John Paddy Carstairs.